# Amanita muscaria

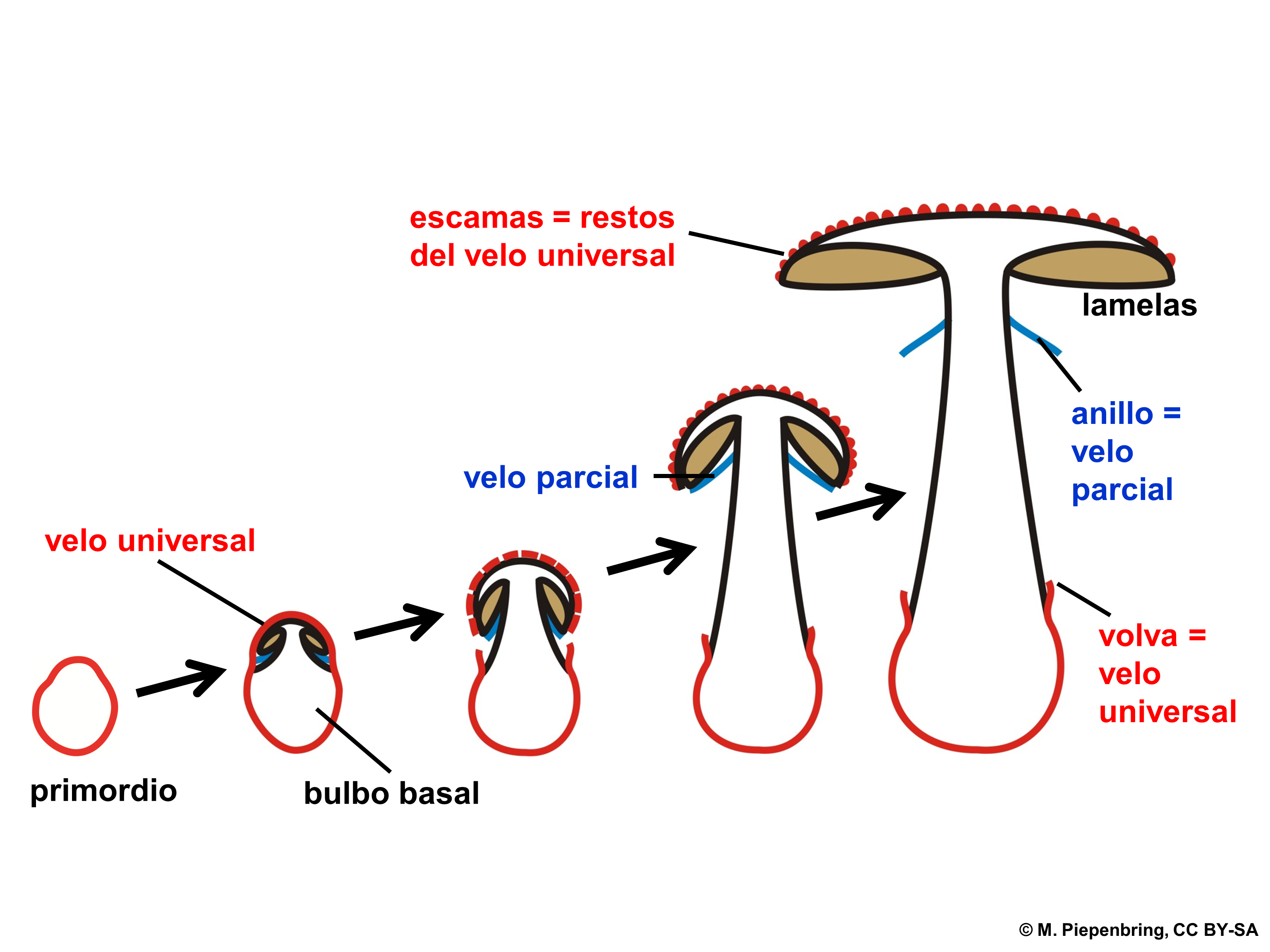
Desarrollo hemiangiocarpico.

Amanita muscaria, también conocido como matamoscas o falsa oronja, entre otros nombres, es un hongo basidiomiceto muy común y popular, considerado venenoso y enteógeno, de distribución cosmopolita del orden Agaricales. El epíteto específico muscaria proviene del latín musca, mosca, y hace referencia a la interacción que se produce entre este hongo y los insectos. En el oeste de Siberia, el uso de A. muscaria se restringió a los chamanes, quienes lo usaron como un método alternativo para lograr un estado de trance. Además del nombre de falsa oronja (puede confundirse con la oronja cuando el sombrero está anaranjado por la edad), otros de los nombres que puede recibir son agárico pintado y oronja pintada.

## Descripción

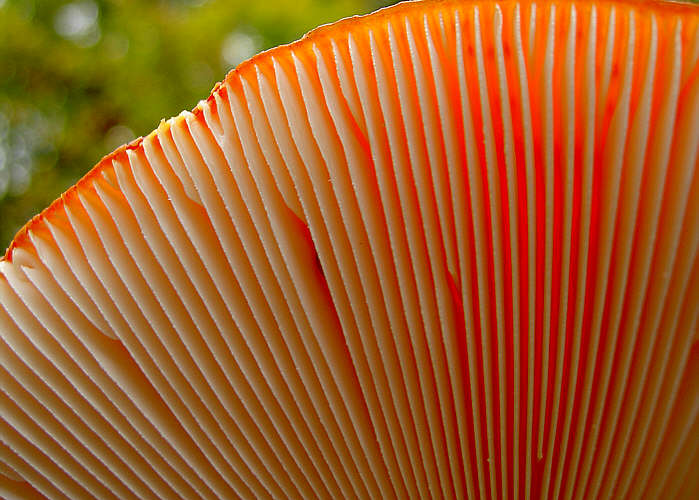
Detalle de las láminas de Amanita muscaria.

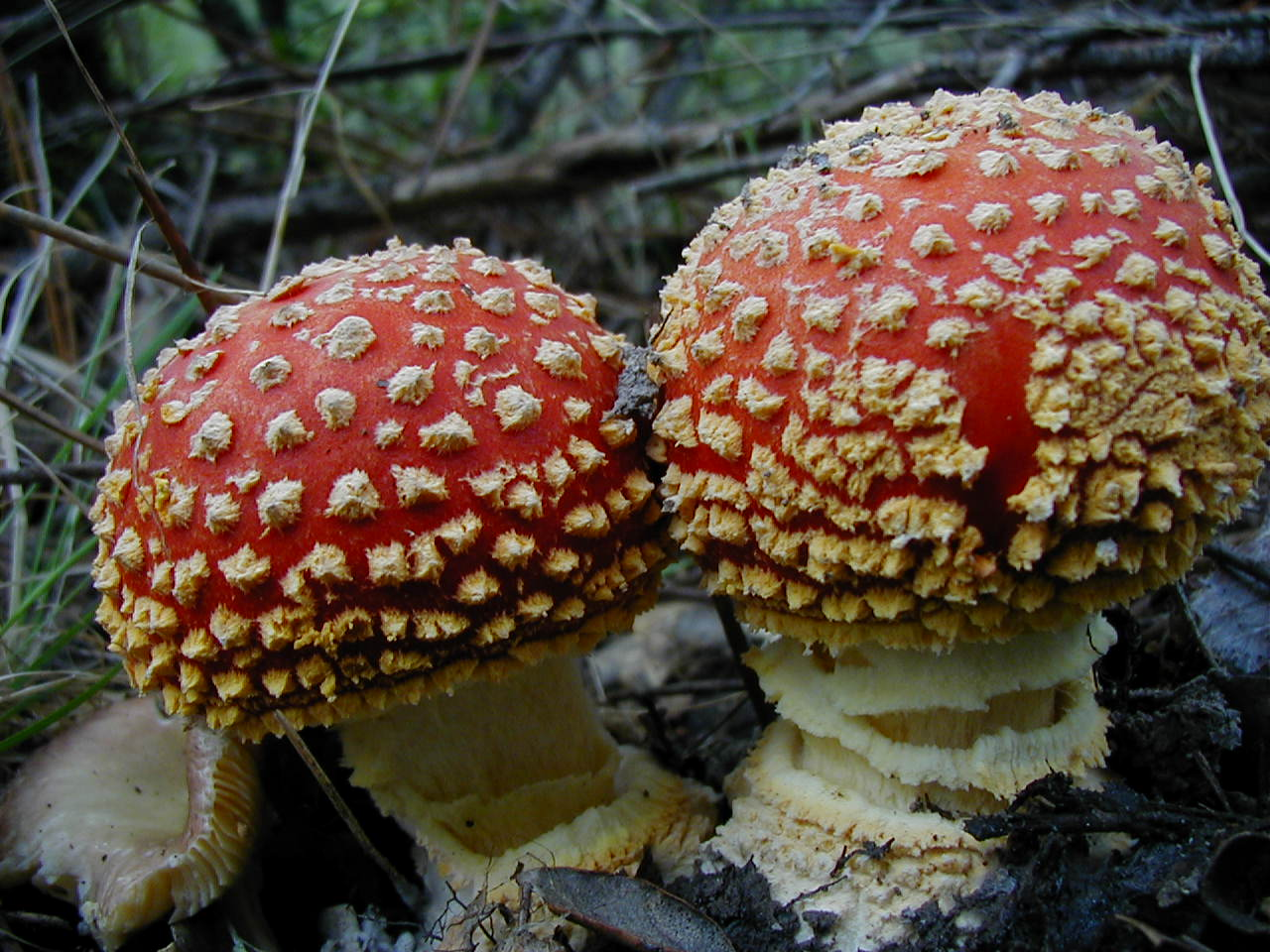
Dos setas jóvenes (basidiocarpos) de A. muscaria en el valle de Tus (Albacete).

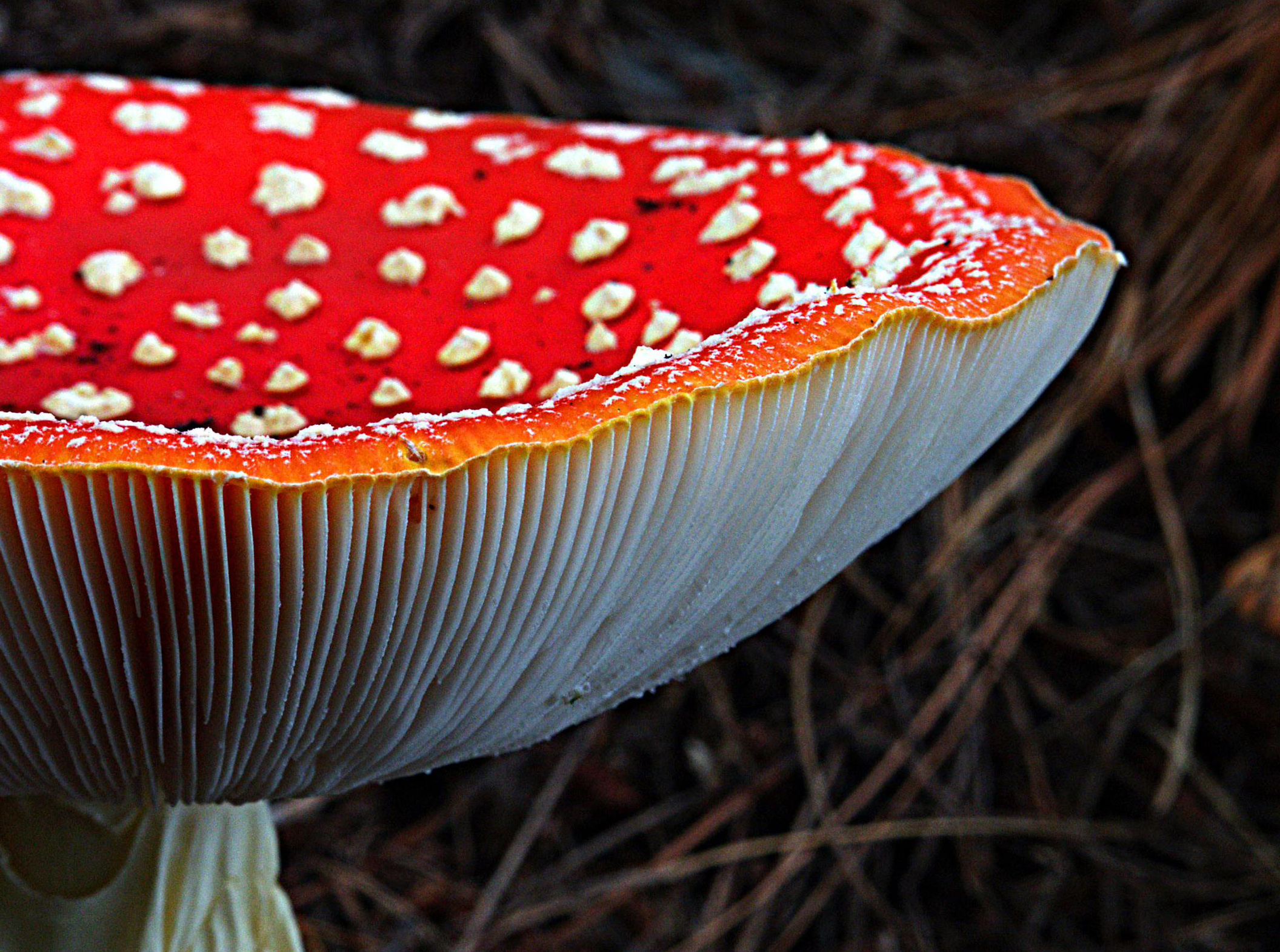
El píleo al desarrollarse y madurar cambia su forma: primero globoso, luego hemisférico, después convexo y finalmente plano-convexo, en algunos casos cóncavo.

El cuerpo de fructificación (o basidiocarpo) de A. muscaria puede llegar a medir entre 10 y 20 cm de altura. El píleo o sombrero presenta entre 7 y 25 cm de diámetro; y posee una cutícula de color rojo escarlata que vira hacia naranja con la maduración. Sobre la cutícula se pueden encontrar numerosos restos de velo universal  de color blanco en forma de "puntos blancos". Su textura es carnosa, consistente y de aspecto atractivo. El margen es incurvado y ligeramente estriado en la madurez.
El estípite o pie es cilíndrico, fácilmente separable del sombrero, de color blanco con un ligero tono de amarillo claro, es recto, su tamaño varía desde los 12 a 20 cm de altura y de 1 a 3 cm de diámetro. Presenta un anillo amplio membranoso y con el borde ligeramente teñido de amarillo (producto de la ruptura del velo secundario). La base del pie es claviforme, rodeado de una volva (resto del velo universal).
La superficie interior del sombrero llamada himenio aparece recubierta por láminas, generalmente blancas, independientes, ventrudas y desiguales. Las esporas son blancas y ovoides.
Es posible confundir A. muscaria con Amanita caesarea (oronja), Amanita crocea y especies rojas o rojizas del género Russula.

### Desarrollo
Este hongo presenta un desarrollo hemiangiocarpico, el hongo primigenio se encuentra rodeado de un velo universal, que se romperá con el desarrollo del hongo, dejando restos en el pie formando la volva, y en el pileo o sombrero formando los "puntos blancos" que se ven sobre el mismo. Además en el desarrollo del hongo presenta un velo secundario el cual protege al himenio, cuando el himenio madura este velo secundario se rompe y sus restos quedan formando el anillo.[cita requerida]

### Distribución
A. muscaria tiene un amplio rango de distribución, distribuyéndose en África, Asia, Australia, Europa, América y Nueva Zelanda. De acuerdo a análisis filogenéticos, se indica que la población ancestral de la especie evolucionó probablemente en las regiones de Siberia y el puente de Beringia (oeste de Alaska).

### Hábitat
Tradicionalmente su hábitat son los bosques de tipo conífero y templado caducifolio del hemisferio norte, pero ha sido introducida al hemisferio sur, por lo que ahora es una especie cosmopolita. Es frecuente encontrarla en los bosques de hayas (Fagus sylvatica), pinos (Pinus nigra, Pinus sylvestris), robles (Quercus petraea o Quercus robur), cedros (Cedrus deodara), abetos (Abies spp.), píceas (Picea abies) y abedules (Betula spp.).
Al ser una especie micorrícica, crece asociada a las raíces de árboles, con los que intercambia sales minerales y agua por sustancias orgánicas, pudiendo llegar a formar grupos relativamente numerosos.
Fructifica entre finales de verano y otoño, dentro de la estación micológica.[cita requerida]

### Bioacumulación de metales pesados
A. muscaria tiene la capacidad de bioacumular metales pesados como el vanadio y el cadmio en sus cuerpos fructíferos. De todas las especies de Amanita conocidas, se ha determinado que solo A. muscaria es rica en vanadio, unos 100 mg/kg seco (o más), independientemente de la región o del suelo. Un estudio de campo de 2018 en Polonia, con muestras de seis diferentes lugares en el norte del país, determinó que la especie es un eficiente bioconcentrador de potasio, magnesio, cadmio, rubidio y zinc, contribuyendo así a la recirculación natural de estos elementos en los ecosistemas forestales.

## Sistemática

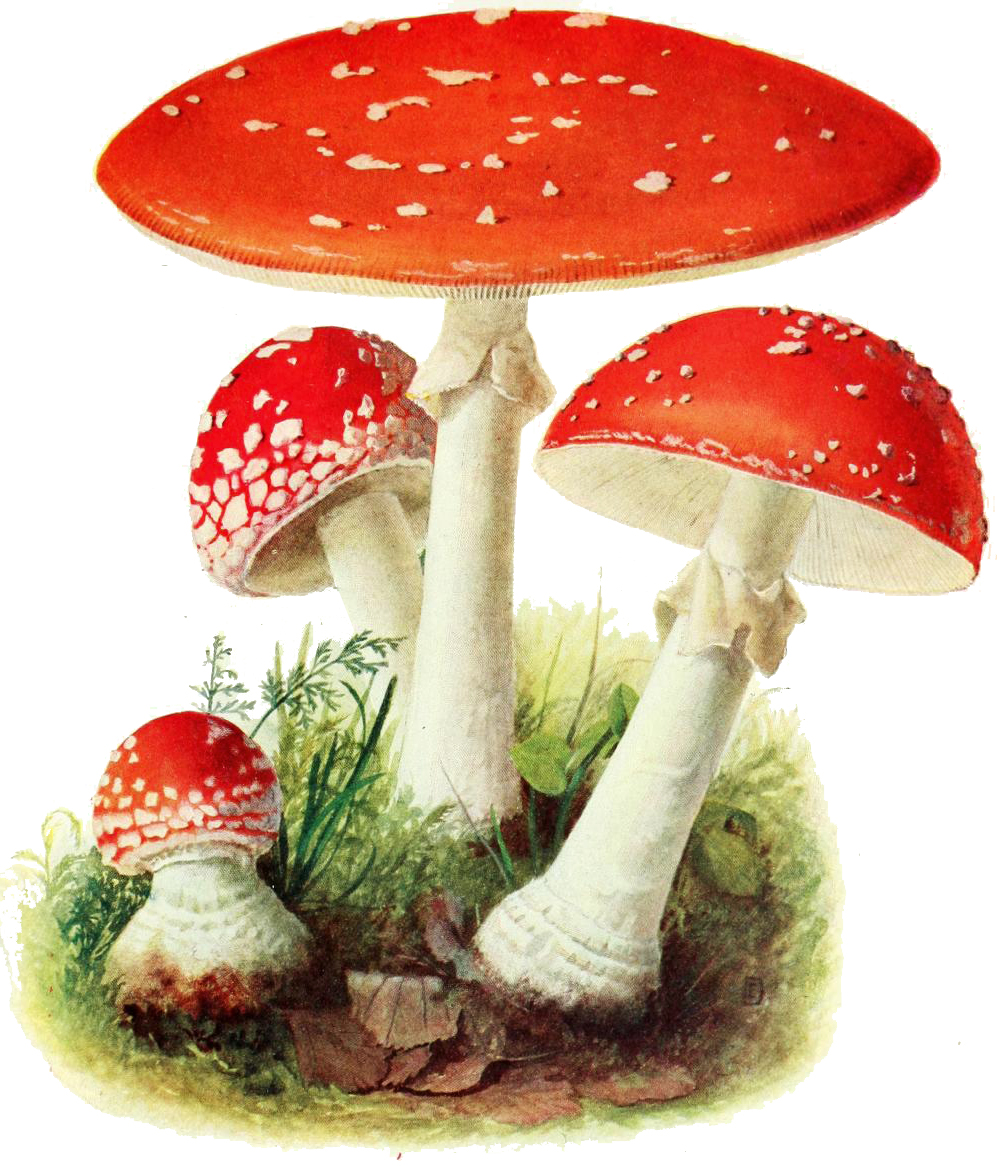
Ilustración botánica del hongo en el libro Pilze der Heimat (1913) por Eugen Gramberg.

El hongo aparece en los libros por primera vez alrededor del año 1256, cuando el sacerdote bávaro Alberto Magno anotó en su libro De vegetabilibus el siguiente comentario: vocatur fungus muscarum, eo quod in lacte pulverizatus interficit muscas (se le llama el hongo de las moscas, ya que se le sumerge en leche para matarlas).
Carlos Linneo, el «padre de la taxonomía», lo reportó en 1745 a partir de un espécimen de Småland, en el sur de Suecia, donde había vivido de niño. Describió al hongo en el segundo volumen de su Species Plantarum en 1753, dándole el nombre de Agaricus muscarius, el epíteto específico derivado del latín musca que significa 'mosca'.
Más tarde, el naturalista francés Jean-Baptiste Lamarck colocó a la especie dentro del género Amanita, dándole su nombre actual, Amanita muscaria, y publicándolo en Encyclopédie Méthodique, Botanique 1 (1): 111 en 1783 basándose en un espécimen encontrado en Auburn, Alabama. 
Es la especie tipo del género Amanita y del subgénero Amanita, que incluye a todas las amanitas con esporas inamiloides y el margen del sombrero estriado.
Basónimo
- Agaricus muscarius L., 1753[22]

Sinonimia
- Amanita muscaria var. muscaria (L.) Lam., 1783[22]
- Agaricus imperialis Batsch, 1783[23]
- Agaricus nobilis Bolton, 1788[22]
- Amanita circinnata Gray, 1821[22]
- Amanitaria muscaria (L.) E.-J. Gilbert, 1941[23]
- Amanita muscaria var. inzengae Neville & Poumarat, 2002 — matamoscas de Izenga[nota 1]

Variedades y subespecies
Hasta abril de 2020, se considera la existencia de dos variedades y una subespecie de Amanita muscaria:
- Amanita muscaria var. muscaria (L.) Lam., 1783

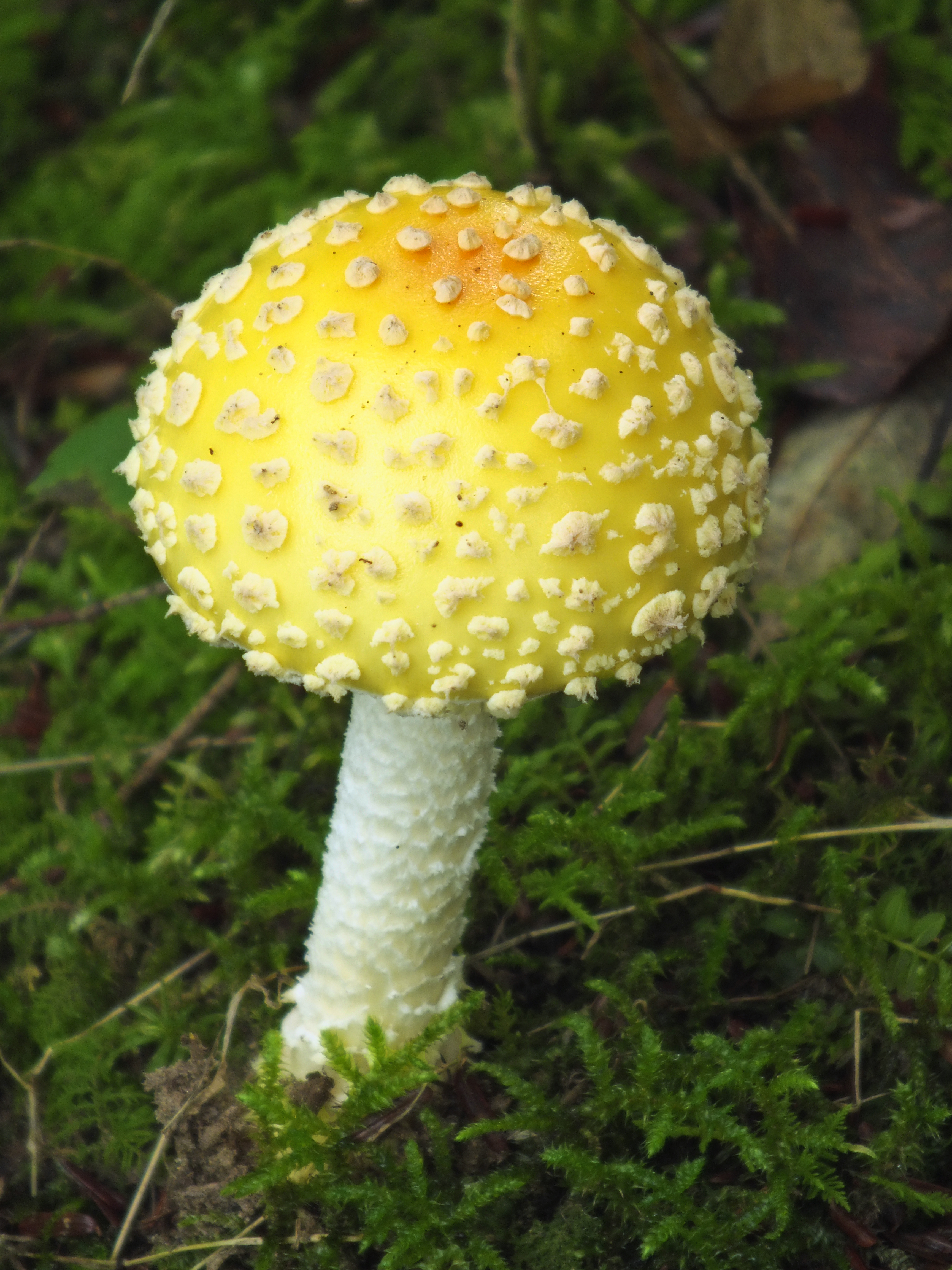
Amanita muscaria var. guessowii en el Área natural Forrest H. Duttlinger en el Condado de Clinton (Pensilvania), EE. UU.

- Amanita muscaria var. guessowii Veselý, 1933 Ann. Mycol. 31(4): 254. — matamoscas americana, en inglés American Fly Agaric, variedad amarilla.[30]

Se distribuye en el noreste de América del Norte, desde Terranova y Quebec hacia el sur hasta el estado de Tennessee. Se caracteriza por tener un sombrero de color amarillo a naranja, con el centro más naranja o tal vez incluso naranja rojizo.
- Amanita muscaria subsp. flavivolvata Neville & Poumarat, 2002 — en inglés American Fly Agaric

Se encuentra desde el sur de Alaska, pasando por las Montañas Rocosas y América Central, hasta los Andes de Colombia. El sombrero es rojo, con verrugas amarillas a blanco amarillentas.

## Toxicidad

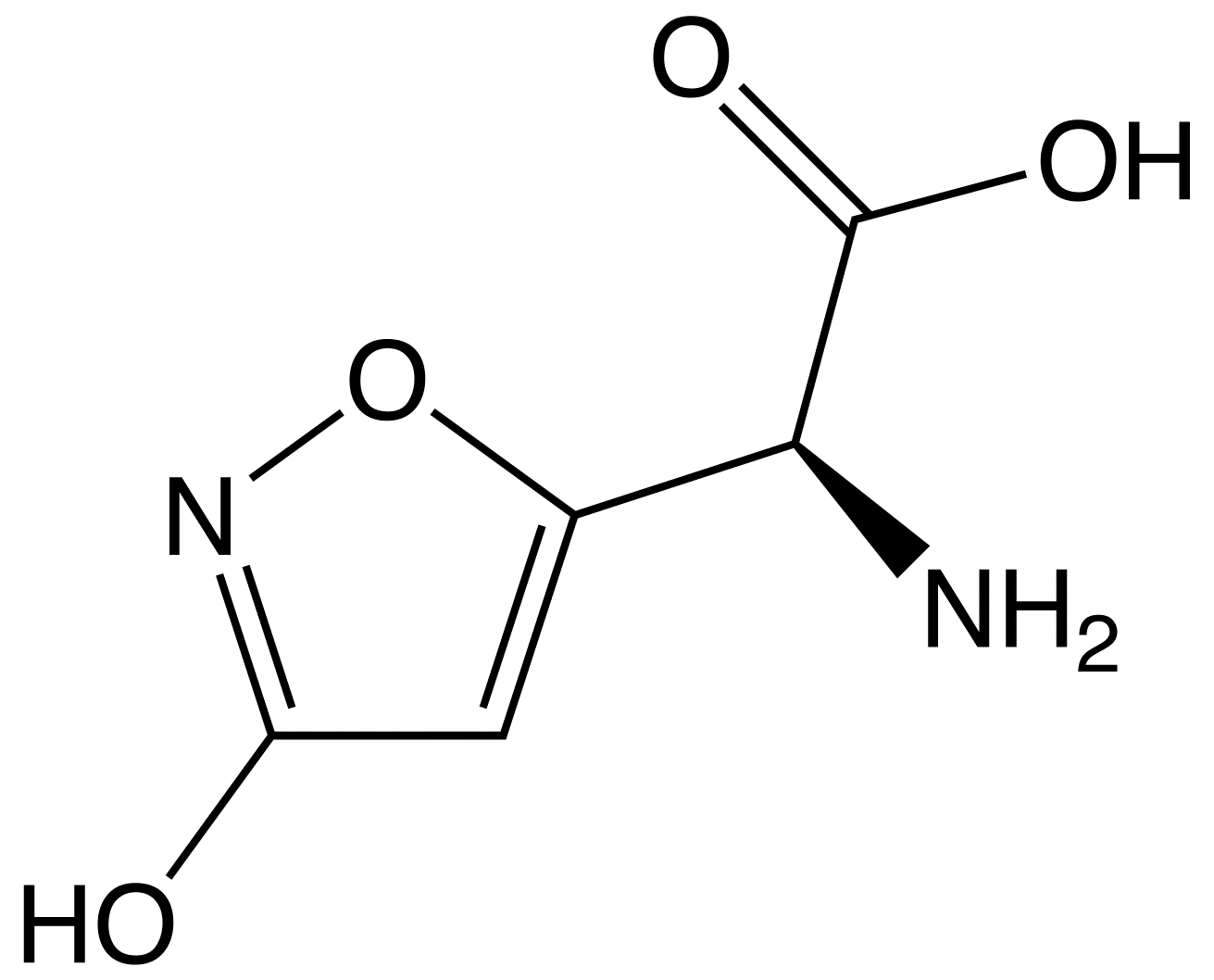
Ácido iboténico.

Muscimol.

Es considerada una seta venenosa. Los ingredientes activos principales de A. muscaria son el muscimol y el ácido iboténico, ambos solubles en agua. El 13 % de las intoxicaciones por hongos se deben a estos dos neurotóxicos. Los efectos de ambos compuestos químicos se hacen evidentes a las dos horas de la ingestión. Los síntomas son vómitos y diarrea. Los espasmos musculares son comunes, seguidos de somnolencia o coma luego de 6 a 36 horas. También contiene muscarina, pero en proporciones menores. El contenido de muscimol y su precursor, el ácido iboténico, varía mucho según la estación y el origen de los hongos, y puede estar entre los 30 y 180 mg por 100 g de hongos secos.
De acuerdo a Woo-Sik Jo et al. (2014), las manifestaciones clínicas de la ingestión de muscimol y ácido iboténico son la excitación y depresión del sistema nervioso central (estupor, coma, delirio, agitación, alucinaciones y convulsiones), los casos mortales son raros.
Una sobredosis puede conducir a un síndrome anticolinérgico (piel seca, enrojecida, hipertermia, midriasis, arritmias cardíacas, riesgo de fibrilación ventricular, delirio, convulsiones, coma). También se observan temblores, calambres y contracciones musculares. Probablemente debido al contenido variable del activo, los síntomas gastrointestinales (dolor abdominal, diarrea, náuseas) y sudoración (síntomas muscarínicos) también pueden ocurrir en la fase inicial de la intoxicación.

## Relación con el ser humano
Tradicionalmente, Amanita muscaria ha sido utilizado para atrapar moscas. Un estudio en Eslovenia de 2016 identificó nueve métodos para este fin. Otro empleo tradicional es como enteógeno. En las culturas de Siberia lo utilizaron como un método alternativo para lograr un estado de trance chamánico.
Para su uso enteogénico, antes de consumirlos se secan los cuerpos fructíferos, de modo que el proceso de descarboxilación de los niveles de ácido iboténico dé como resultado la producción de muscimol. Tanto el ácido iboténico como el muscimol activan los receptores del ácido γ-aminobutírico (GABA), un neurotransmisor inhibidor que al activarse logra que los compuestos de A. muscaria afecten las regiones centrales del cerebro. Las visiones que produce el hongo son similares a las del LSD.

### Historia

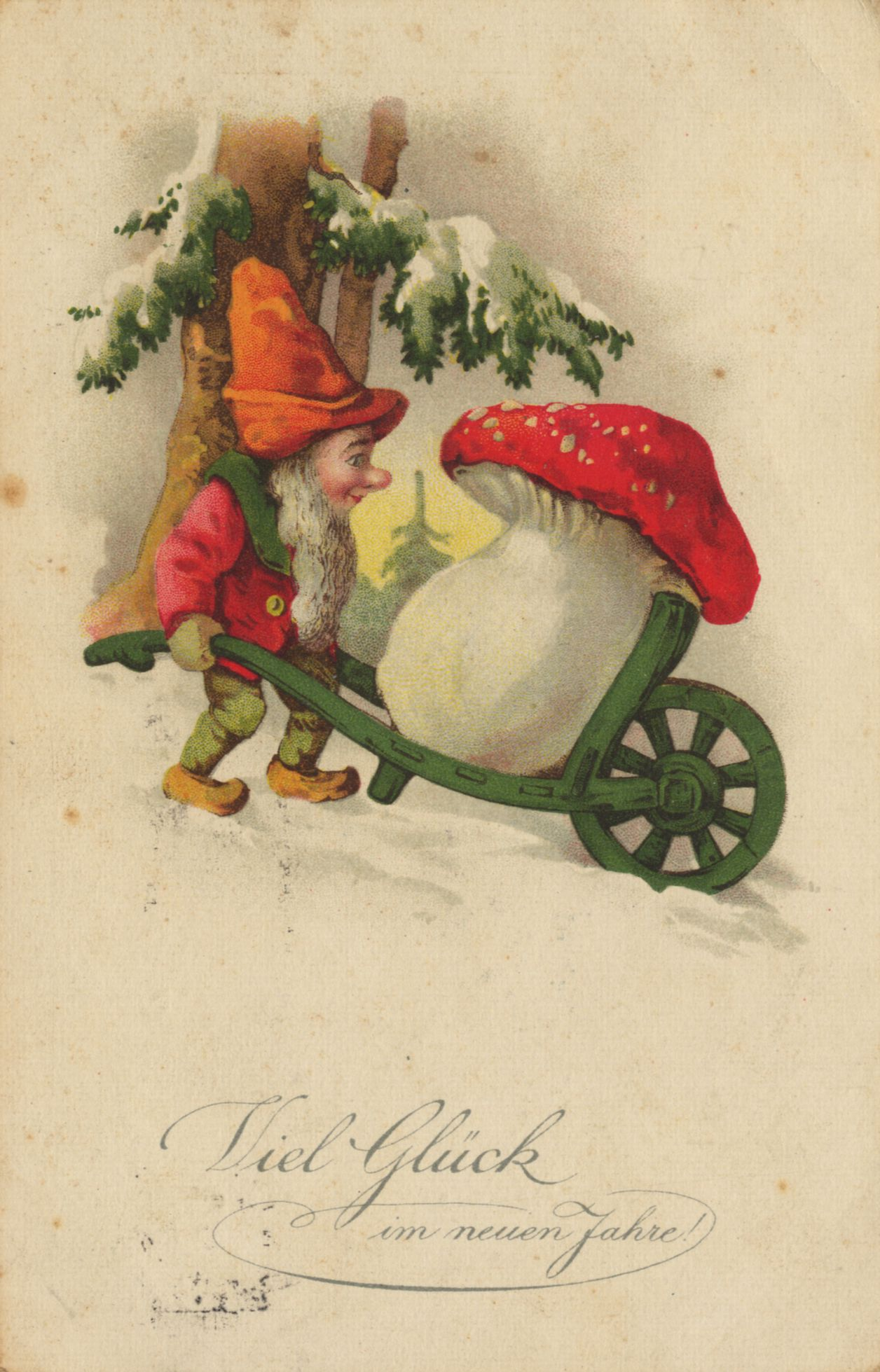
Postal alemana con enano y seta, circa 1900.

El uso del hongo como insecticida es mencionado alrededor del año 1256 por el sacerdote bávaro Alberto Magno en el libro De vegetabilibis et plantis libri septem.
La primera descripción del uso peculiar y efectos de este hongo como enteógeno fue realizada en 1730 por el geógrafo sueco Philip Johan von Strahlenberg, quien pasó 12 años en Siberia como prisionero de guerra.
Una leyenda koryak en Kamchatka habla de un héroe, "Gran Cuervo", que capturó una ballena, pero después no pudo devolverla al mar debido a su gran peso. El dios Vahiyinin (Existencia) le dijo que consumiera espíritus de wapaq para conseguir la fuerza que necesitaba. Vahiyinin escupió sobre la tierra y surgieron pequeñas plantas de color blanco. Eran los espíritus de wapaq. Apenas comió wapaq, "Gran Cuervo" se convirtió en alguien muy fuerte y suplicó: «¡Oh wapaq, crece por siempre en la tierra». Después de esto le dijo a su gente que debían aprender lo que wapaq tenía para enseñarles. Wapaq es la amanita, regalo de Vahiyinin.

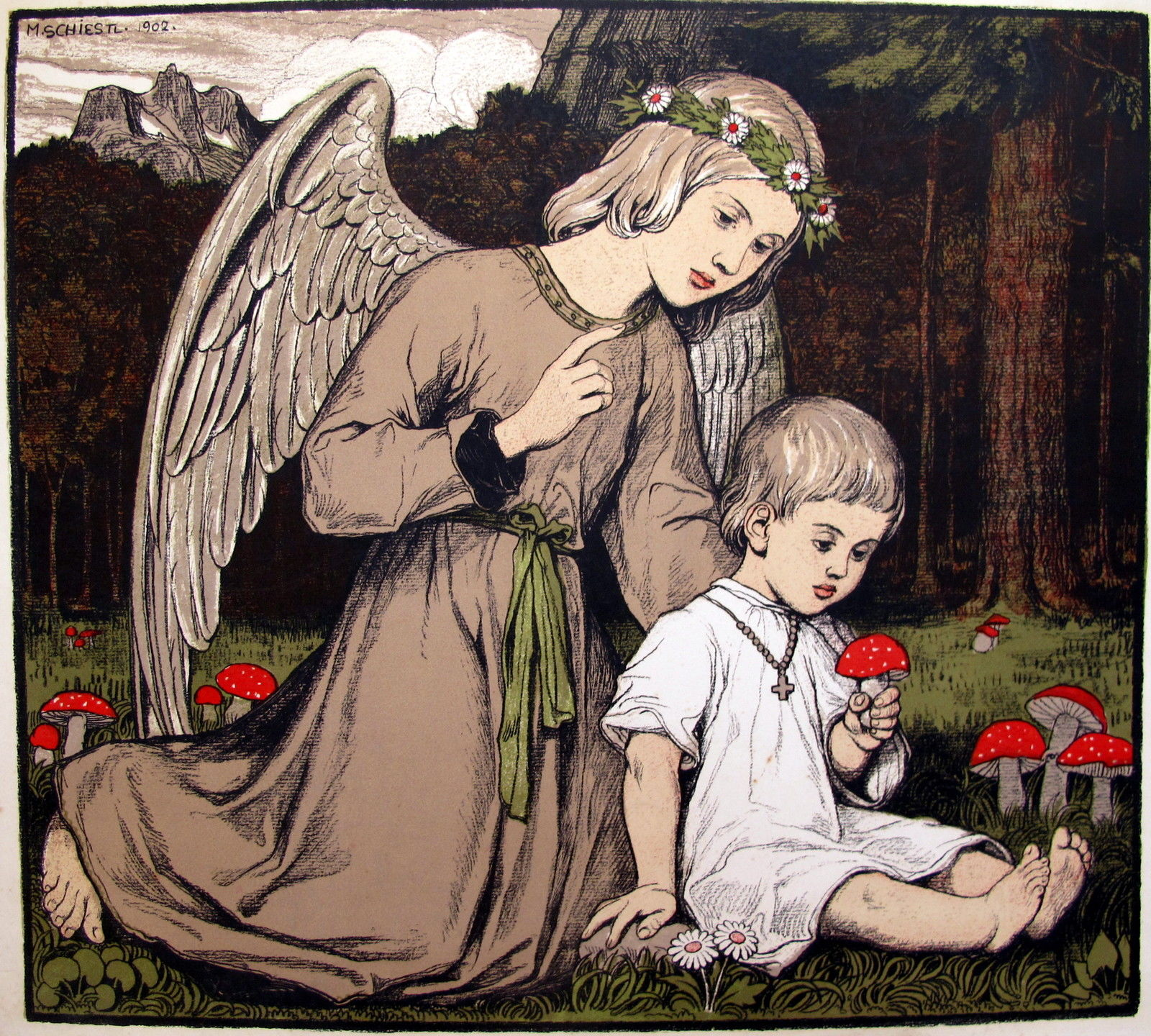
Litografía en color de Matthäus Schiestl: El ángel guardián. Un ángel evita que un niño coma un hongo (1902, 37,5 x 41,5 cm).

En la Rusia siberiana estos hongos son consumidos por los chamanes de algunas tribus. Estas tribus de Siberia no conocían otros intoxicantes hasta que los rusos introdujeron el alcohol. Secaban los hongos al sol y se los comían. Podían comérselos, ya fuera solos o en un extracto con agua, con leche de reno o con el jugo de varias plantas dulces. Si se iba a comer solo, se humedecía primero en la boca, o bien, una mujer no dejaba de ensalivarlo hasta formar una bolita que el hombre consumía. El uso ceremonial de la amanita dio origen posiblemente a la práctica ritual de beber orina, pues estas tribus sabían que los principios psicoactivos de los hongos son filtrados por el riñón en forma de metabolitos aún activos, algo inusual en relación con los compuestos alucinógenos de las plantas. Los koryaks derramaban agua sobre algunos hongos y los hervían. Luego bebían este licor y se intoxicaban: los más pobres se apostaban alrededor de las tiendas de los ricos buscando la oportunidad de recoger la orina de los invitados que salían a orinar. Así lograban intoxicarse ricos y pobres.
En 1968, el estudioso de etnomicología R. G. Wasson propone la identificación del soma, sustancia divina fundamental en los ritos de la India védica, con la Amanita muscaria. Para justificar su tesis hace referencia a la traducción de distintos versos escritos en el Rig-veda (el más antiguo de los Vedas); Wasson cree identificar en ellos pruebas de la ingestión ritual de orina, algo que reforzaría la identificación del soma con la Amanita muscaria: «los hombres hinchados orinan el soma que fluye. Los señores con las vejigas hinchadas, orinan el soma con rápidos movimientos». Los sacerdotes que personificaban a Indra y Vayu orinaban soma tras ingerirlo en la leche. En los poemas védicos la orina no es un término ofensivo; es una metáfora que describe la lluvia. Las nubes fertilizan la tierra con su orina. La propuesta de R. G. Wasson, sin embargo, no está demostrada de forma definitiva, y el debate sobre la identidad del soma aún no se ha zanjado.
Existe la creencia en la cultura popular de que los guerreros vikingos berserker consumían A. muscaria antes de sus ataques buscando resistencia e indiferencia al dolor. Esta teoría ha sido puesta en duda, ya que los síntomas que genera el consumo del hongo no corresponderían a los efectos buscados por los guerreros. No obstante, en la mitología gérmánica, la falsa oronja se asigna a Wotan. En esta mitología, el hongo se creó en el lugar donde goteó de la boca de Sleipnir, el caballo de ocho patas de Wotan, la espuma ensangrentada al suelo.

## Nombres comunes
- Matamoscas, falsa oronja, agárico pintado, oronja pintada, oropéndola loca.[48]